# Megaselia translucida
Megaselia translucida är en tvåvingeart som beskrevs av Bridarolli 1951. Megaselia translucida ingår i släktet Megaselia och familjen puckelflugor. Inga underarter finns listade i Catalogue of Life.